# Pueblo israelí
El pueblo israelí (o los israelíes, en hebreo: ישראלים, Yisra'elim, en árabe: الإسرائيليين‎, al-Isrāʼīliyyin) comprende a aquellas personas que son ciudadanas del Estado de Israel moderno, debiéndose distinguir de los israelitas (pueblo del Antiguo Israel) y de los judíos en sí. Aunque Israel es un Estado judío, tiene una sociedad multiétnica, que acoge a personas de diferentes orígenes étnicos y nacionales. El grupo étnico más numeroso es el de los judíos asquenazíes con un número menor de judíos sefardíes y mizrajíes, seguidos de los ciudadanos árabes, en su mayoría musulmanes árabes, con números más pequeños de cristianos israelíes (en su mayoría cristianos arameos y árabes), además de los drusos y otras minorías. Como resultado, algunos israelíes no toman su nacionalidad como una etnia, pero se identifican tanto con su nacionalidad y como con sus orígenes ancestrales.
Debido a la composición multiétnica, Israel es una nación multicultural, hogar de una gran variedad de tradiciones y valores. La aliá a gran escala producida hacia finales del siglo XIX y principios del XX de las comunidades de la diáspora en Europa y en Yemen, junto a la aliá a gran escala más reciente desde el norte de África (principalmente del Magreb), Asia occidental, América del Norte, América del Sur, la antigua Unión Soviética y Etiopía, introdujo muchos elementos culturales nuevos y ha tenido un amplio impacto. La mezcla cultural resultante puede ser descrita como un crisol de culturas.
Israelíes y personas de ascendencia israelí pueden ser encontradas a nivel internacional como en los Estados Unidos, Canadá, Australia, India, el Reino Unido y en Europa continental. Nada menos que 750.000 israelíes - alrededor del 10% de la población general de Israel se calcula que vive en el extranjero, principalmente en los Estados Unidos, Francia y Canadá.

## Demografía
Según la Oficina Central de Estadísticas de Israel, a principios de 2007 había 7.15 millones de israelíes: el 76% eran judíos, 20% árabes y 4% «otros». Entre los judíos, el 68% son sabras (nacidos en Israel antes de 1948 o descendientes de estos), y el resto son olim (22% procedentes de Europa y América, y el 10% de Asia y África, incluyendo los países árabes).
Israel tiene dos idiomas oficiales, el hebreo y el árabe. El hebreo es el idioma principal y primordial del Estado (utilizado en asuntos burocráticos internos) y es hablado por la mayoría de la población. El árabe es hablado por la minoría árabe y por algunos miembros de la comunidad judía Mizrají. El inglés es estudiado en las escuelas y es hablado por la mayoría de la población como una segunda lengua. Otros idiomas que se hablan en Israel son el ruso, el yidis, ladino, rumano, polaco, español y francés. La televisión presenta los programas americanos y europeos más populares. Pueden ser encontrados periódicos en todos los idiomas mencionados, así como otros, tales como el persa.
Desde 2004, 224.200 ciudadanos israelíes viven en numerosos asentamientos en Cisjordania, (en ciudades como Ma'ale Adumim y Ariel), y un puñado de comunidades que estaban presentes mucho antes de la Guerra de independencia de Israel en 1948 y se restablecieron después de la Guerra de los Seis Días, como Hebrón y Gush Etzion). Alrededor de 180.000 israelíes viven en Jerusalén oriental, que fue conquistada por Israel durante la guerra de junio de 1967 y anexionada al resto del municipio jerosolimitano en virtud de la Ley de Jerusalén de 1980.
Aproximadamente 8500 israelíes vivieron en los asentamientos construidos en la Franja de Gaza, antes de su traslado en el verano de 2005, tras el Plan de retirada unilateral israelí.
La comunidad más grande de israelíes fuera de Israel se encuentra en Los Ángeles, California. También hay un número significativo de israelíes en Toronto, Nueva York, Moscú y Berlín, entre otros.

## Cultura israelí

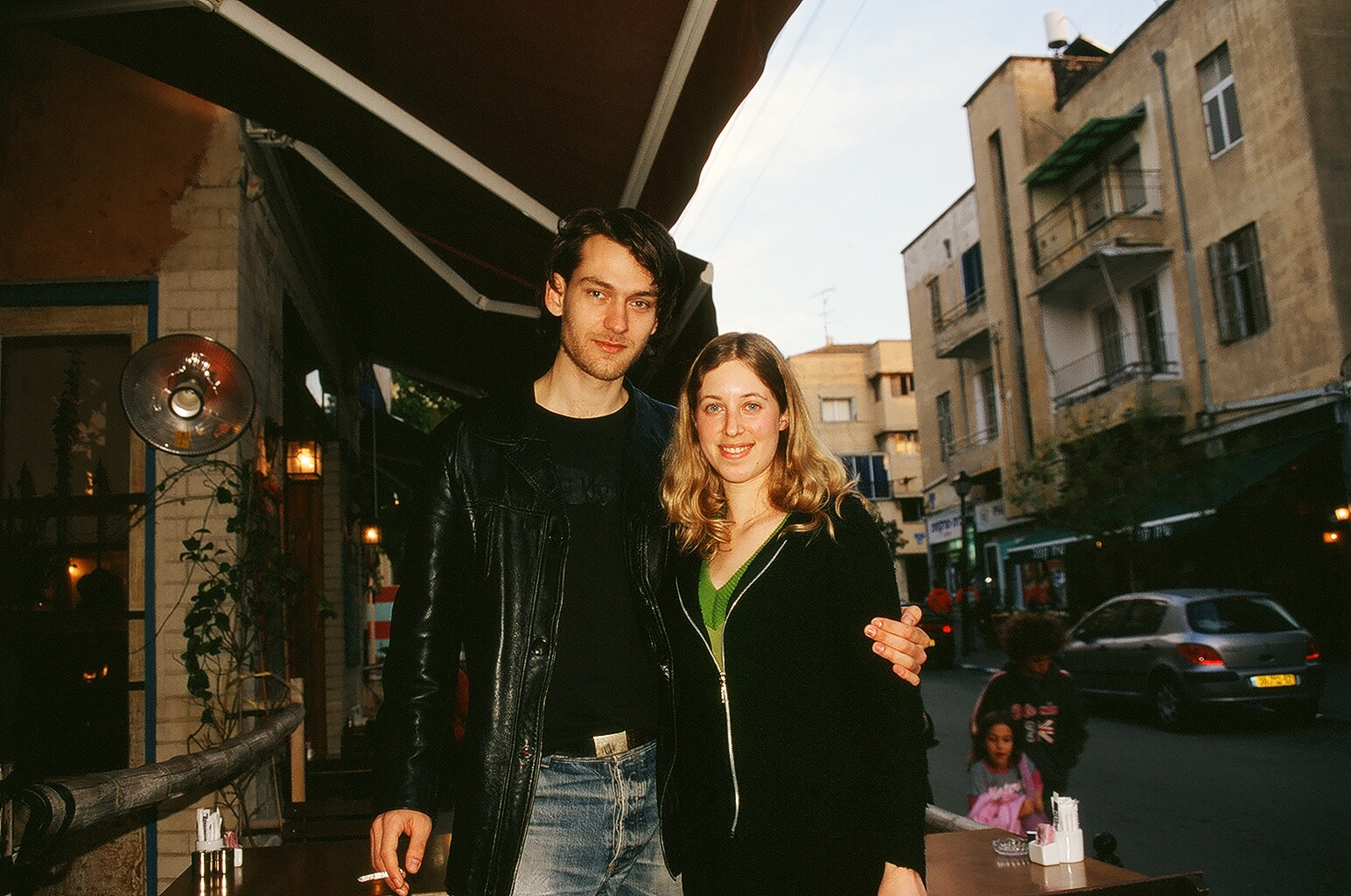
Israelíes en las calles

Haifa, Tel Aviv y Jerusalén son centros culturales reconocidos por sus numerosos museos de arte, y un gran número de pueblos y kibutz que contienen pequeños museos de muy alta calidad. La música israelí es muy versátil y combina elementos de música occidental y oriental. Tiende a ser muy ecléctica y contiene una gran variedad de influencias de la diáspora y la más moderna incorporación cultural: canciones jasídicas, pop asiático y árabe, especialmente por parte de cantantes yemeníes, y el hip hop israelí o heavy metal. Bailes folclóricos, que se basa en la herencia cultural de muchos grupos de inmigrantes, es muy popular. También está floreciendo la danza moderna.

## Religión en Israel

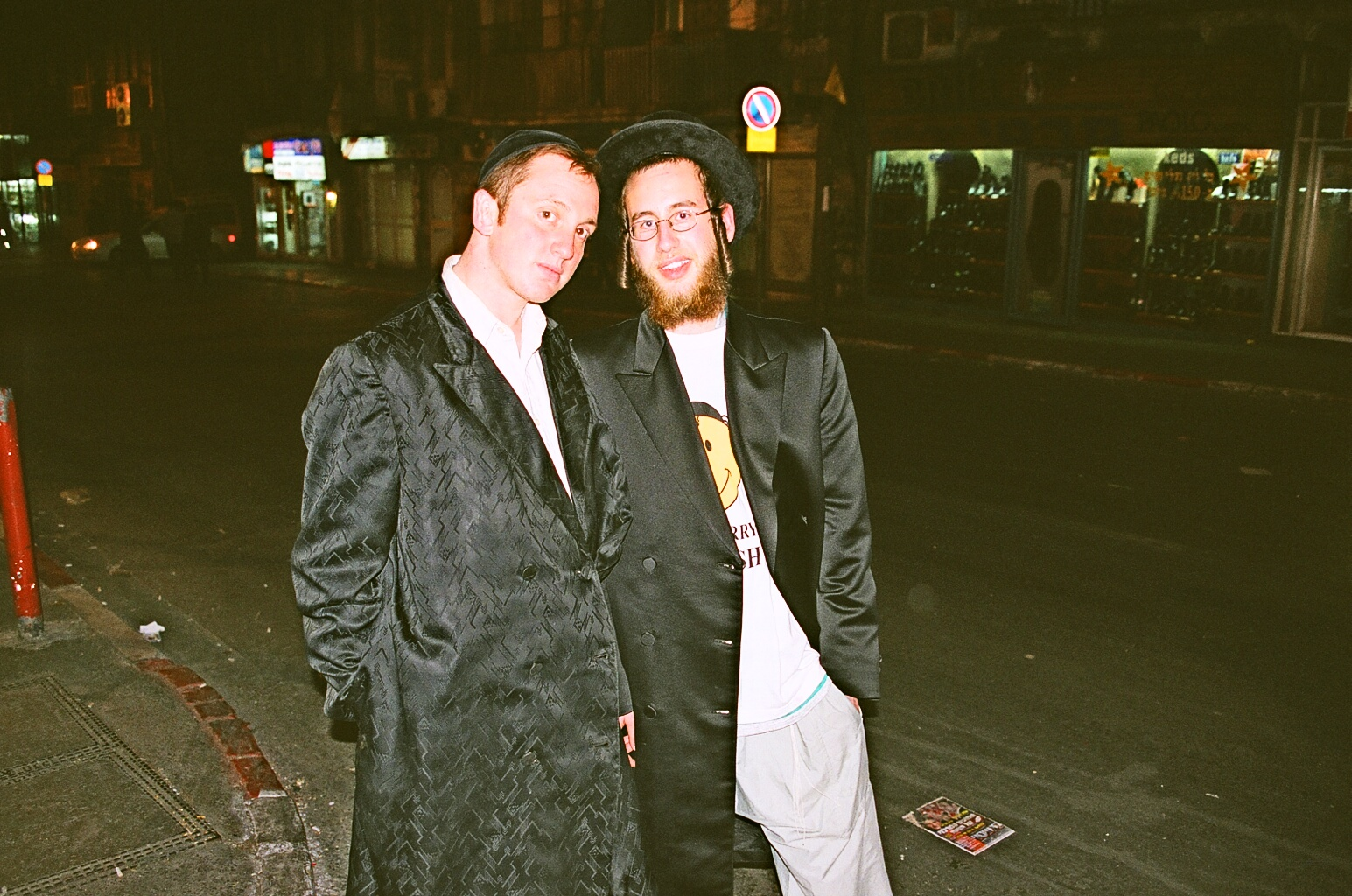
Joven jaredí durante Purim en Jerusalén.

La situación de la religión en Israel ofrece una notable singularidad: se trata del único país del mundo donde la mayor parte de la población es de religión judía. El islam y el cristianismo cuentan también con importante presencia de fieles entre la ciudadanía israelí. Además, existen también otras minorías religiosas como los drusos y los bahaístas. Israel concentra numerosos lugares sagrados de las tres grandes religiones monoteístas y reconoce la libertad religiosa, permitiendo a los peregrinos de todo el mundo el libre acceso a los lugares santos.
De acuerdo con la Oficina Central de Estadísticas de Israel (2005) el 76,1% de la población es judía, el 16,2% musulmana, el 2,1% cristiana y el 1,9% drusa. Un 3,9% de la población no se clasifica en ninguna religión.
Los árabes israelíes, según la Oficina Central de Estadísticas (2005), se dividen en un 82,7% de musulmanes, un 8,4% de drusos y un 8,3% de cristianos y arameos.